# John Deans
John Kelly Deans dit Dixie Deans (né le 30 juillet 1946 à Johnstone en Écosse) est un footballeur écossais.
Il jouait au poste d'avant centre, et a évolué notamment pour le Celtic dans les années 1970, sous l'ère de Jock Stein, et était considéré comme un buteur prolifique. Il était surnommé « Dixie » en l'honneur du grand attaquant anglais d'Everton FC Dixie Dean.

## Biographie
Deans rejoint Motherwell FC en provenance de Neilston Juniors en 1965 et passe six saisons du côté de Fir Park.
Il signe pour le Celtic pour un transfert de £17 500 en 1971 et joue pour les Hoops jusqu'en 1976. Durant cette période, il inscrit 132 buts en juste 184 matchs pour le club. Il inscrit notamment six buts lors d'une victoire contre Partick Thistle, record dans l'ère post-Seconde Guerre mondiale du plus de buts inscrits par un joueur en un match. Il est le seul joueur de l'histoire du football écossais à avoir inscrit deux triplés lors d'une finale de compétition, achevant l'exploit de remporter les doublés championnat-coupe 1971-72 et 1974-75.
Deans joue deux fois avec l'équipe d'Écosse de football en 1975. En 1976, il part jouer à Luton Town avec un transfert de £20 000. Il passe un mois en prêt à Carlisle United en 1977 puis joue brièvement en League of Ireland du côté de Shelbourne (5 matchs, aucun but) avant de partir pour l'Australie pour jouer à l'Adélaïde Juventus. Il est sacré meilleur buteur du championnat australien lors de la saison 1977/78. Il retourne au pays en 1980 avec le club de Partick Thistle, puis prend sa retraite.
Il fait partie du Hall of Fame du Celtic et est resté très proche du club. Il est maintenant propriétaire d'un pub, le « Dixie's » à Rutherglen et travaille dans l'immobilier.

## Palmarès
Celtic FC
- Champion du Championnat d'Écosse de football (3) :
  - 1972, 1973 & 1974.
- Vice-champion du Championnat d'Écosse de football (1) :
  - 1976.
- Meilleur buteur du Championnat d'Écosse de football (1) :
  - 1974: 26 buts.
- Vainqueur de la Scottish Cup (3) :
  - 1972, 1974 & 1975.
- Finaliste de la Scottish Cup (1) :
  - 1973.